# Семюель Бентам
Семюель Бентам (11 січня 1757 року — 31 травня 1831 року) — відомий англійський інженер-механік та морський архітектор, якому приписували численні нововведення, зокрема, пов'язані з військово-морською архітектурою.

## Біографія
Семюель Бентам народився 11 січня 1757 року в родині адвоката Єремії Бентама. Його старшим братом був філософ Джеремі Бентам  , а п'ятеро братів і сестер померли в дитинстві, їхня мати померла в 1766 році. Семюель пройшов семирічне навчання у Військово-морській академії в Портсмуті. 
Він познайомився з Мері Софію Фордайс, дочкою шотландського лікаря та вченого Джорджа Фордайса, друга Джеремі Бентама. Вони одружилися в жовтні 1796 року.
Сім'я Бентам багато подорожувала по Франції, перш ніж оселитися в 1820 році в замку Рестінклер, в регіоні Лангедок-Русійон. Їх новий будинок був великим, з розкішною садибою. Бентам планував обробляти землю з метою отримання прибутку. Частиною операцій керував його син Джордж. Бентам також імпортував сільськогосподарську техніку, яку ще не знали у Франції, і встановив на своїй землі складну систему зрошення. Але зрештою в 1826 році родина повернулась до Англії. Одним із факторів їхнього рішення був позов сусідніх фермерів, які стверджували, що зрошувальна система Бентама відволікає місцеве водопостачання.
В Англії Бентам проводив більшу частину часу, пишучи про морські справи та проводячи експерименти над формами корпусу. Його син Джордж Бентам, 1800 року народження, став відомим ботаніком.

## Кар'єра

### Росія
У 1780 році він переїхав до Росії, де працював на службі у князя Потьомкіна, який мав заклад для сприяння різним видам мистецтва. Був найнятий кораблебудівником, незабаром відкрив інші можливості використовувати свої таланти інженера та винахідника. Бентам будував промислові машини та експериментував з виробництвом сталі. Він також спроєктував і сконструював багато нових винаходів, включаючи судно-амфібію та суглобову баржу, побудовані для Катерини II.
Він був нагороджений за участь у війні проти турків і командував батальйоном з 1000 чоловік у Сибіру. Врешті-решт отримав повну відповідальність за фабрики та майстерні Потьомкіна. Бентам розробив принцип центральної інспекції та спроєктував будівлю Паноптикуму.
У 1782 році Бентам подорожував сибірським шляхом до Китаю, відвідав Кяхту та Найматчин, більше місяця провів у прикордонному місті Нерчинськ, де вивчав китайські конструкції кораблів. Повернувшись до Європи, агітував за введення водонепроникних відсіків — ідея, яку він сприйняв від побачених великих китайських суден.
Семюель повернувся в Англію в 1791 році. Протягом кількох років брав участь у спробах просувати схему Паноптикуму.

### Генеральний інспектор морських робіт
У березні 1796 року Бентам призначений генеральним інспектором військово-морських заводів, відповідальним за вдосконалення королівських верф. Ця посада передбачала багато подорожей. Семюель запропонував впроваджувати парову енергії на верфі та механізацію багатьох виробничих процесів. Однак багато його пропозицій не було реалізовано.
Бентам увів у виробництво дерев'яні шківи, що використовуються на такелажі суден, розробці деревообробних машин для підвищення ефективності виробництва. Патент Бентема на деревообробні верстати 1793 року називають «одним із найвидатніших патентів, коли-небудь виданих Британським патентним відомством». 

### Повернення до Росії
У 1805 році Бентам повернувся до Росії і пробув там два роки зі своєю сім'єю, зафрахтувавши судно, щоб взяти слуг і товаришів. Місія Семюеля для британського уряду в Росії була заблокована постійними перешкодами, і він повернувся додому в 1807 році, не досягнувши жодної зі своїх офіційних цілей. У цей час він керував будівництвом школи мистецтв «Паноптикум» на березі річки Охти в Санкт-Петербурзі, проєкт, який він задумав, перебуваючи у Кричеві в 1786 році Будівля була знищена вогнем і відома лише за кресленнями.

### Міст Воксхолл

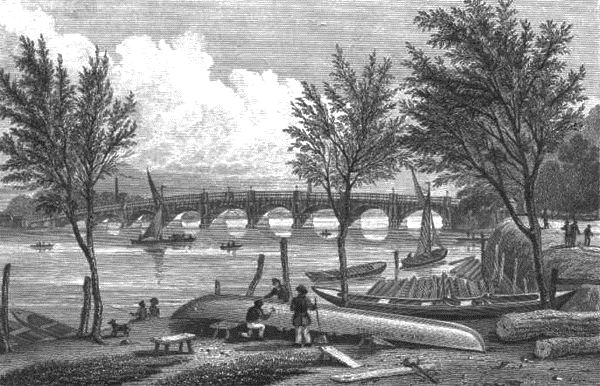
Міст Воксхолл у 1829 році.

Бентам також спроєктував повністю чавунний дев'ятиарковий міст для компанії Баттерлі у Лондоні, який був першим залізним мостом через Темзу. Вибір чавуну був зумовлений тим, що був «дешевшим за кладку», Бентам мав досвід будівництва таких мостів. Від проєкту відмовилися через сумніви щодо його якості, на користь проєкту «чавунних арок на кладених пристанях» Джеймса Уокера, який був завершений у травні 1813 року.

### Франція
Повернувшись до Англії, Бентам виявив, що його пост генерального інспектора скасований, коли він був відсутній. Він прийшов до думки, що його відправили в Росію для того, щоб усунути з посади. У 1814 році він із сім'єю переїхав на південь Франції, де прожив до 1826 року.